# 7189 Kuniko
7189 Kuniko eller 1992 SX12 är en asteroid i huvudbältet som upptäcktes den 28 september 1992 av de båda japanska astronomerna Kazuro Watanabe och Kin Endate vid Kitami-observatoriet. Den är uppkallad efter amatörastronomen Kuniko Fujita.
Asteroiden har en diameter på ungefär 4 kilometer.